# Ildefons Lima
Ildefons Lima Solà, né le 10 décembre 1979 à Barcelone en Espagne, est un ancien footballeur international andorran, évoluant au poste de défenseur. Il est le joueur le plus capé ainsi que le meilleur buteur de l'histoire d'Andorre.
Il est le frère cadet de Toni Lima, footballeur professionnel entre 1990 et 2009.

## Biographie

### Sélection
Il est le meilleur buteur et le joueur le plus capé de l'équipe d'Andorre avec 137 sélections et 11 buts.
Ildefons Lima est convoqué pour la première fois par le sélectionneur national Miluir Macedo pour un match amical face à l'Estonie le 22 juin 1997, où il marque son premier but (défaite 4-1).
Le 3 juin 2021, après un match amical face à la république d'Irlande (défaite 4-1), il devient le troisième joueur européen à jouer en équipe nationale sur 4 décennies différentes avec Billy Meredith et Jari Litmanen.
Il dispute son dernier match international le 12 septembre 2023 contre la Suisse, il sort du terrain après seulement 22 minutes de jeu, après 26 ans et 82 jours, en équipe nationale, il possède la carrière internationale la plus longue pour un homme en football.

## Statistiques

### Buts en sélection
Le tableau suivant liste tous les buts inscrits par Ildefons Lima avec l'équipe d'Andorre.

## Palmarès
Il est champion d'Andorre en 2015, 2016, 2017 et 2018 avec le FC Santa Coloma et en 2020, 2021 et 2022 avec l'Inter Club d'Escaldes.
Il remporte la Coupe d'Andorre en 2018 avec le FC Santa Coloma et est finaliste en 2015 et 2017.
Il remporte également la Supercoupe d'Andorre en 2020 et 2021 avec l'Inter Club d'Escaldes